# Sabino Brunello
Sabino Brunello (* 27. Juni 1989 in Brescia) ist ein italienischer Schachspieler, der den Titel Großmeister (GM) trägt.

## Karriere
Brunello erlangte 2005 den Titel FIDE-Meister (FM), 2007 folgte der Titel Internationaler Meister (IM). 2010 wurde ihm schließlich der Titel Großmeister (GM) verliehen. Seine jüngeren Schwestern Roberta und Marina sind ebenfalls Schachspielerinnen, die beide je einmal die italienische Meisterschaft der Frauen gewonnen haben; Marina Brunello trägt zudem die Titel IM und Großmeister der Frauen (WGM).
2013 nahm Brunello am Schach-Weltpokal in Tromsø teil und schied dort in der ersten Runde gegen den ukrainischen Großmeister Pawel Eljanow aus.
Brunello zählt zu den stärksten Spielern Italiens, sodass er seit der Schacholympiade 2006 an allen Schacholympiaden teilgenommen hat. Er gehörte außerdem bei den Mannschaftseuropameisterschaften 2007, 2011, 2013, 2015 und 2017 der italienischen Mannschaft an.
Bei dem Vienna Chess Open belegte Brunello Rang acht im 465-köpfigen Teilnehmerfeld. Dabei erzielte er sieben Punkte aus neun Partien.
Brunello spielt für den Verein Obiettivo Risarcimento Padova in der italienischen Schachliga. Er war auch schon für ASA Penne, ASD CS R.Fischer Chieti und den WorldTradingLab Club 64 Modena aktiv und nahm mit allen diesen Vereinen (ebenso wie mit Padova) am European Club Cup teil. In Deutschland spielte er für die SV 1930 Hockenheim, in der Schweiz für Lugano Bianco Nero, in Dänemark für den Skakklubben Sydøstfyn sowie das Team Xtracon Køge, mit dem er 2019 und 2020 Meister wurde, in Belgien für die Schachfreunde Wirtzfeld und in Spanien für Foment Martinenc Barcelona.
Seine bislang höchste Elo-Zahl erreichte Brunello im September 2013 mit 2617 Elo-Punkten (Stand: Dezember 2017).
| Hier fehlt eine Grafik, die leider im Moment aus technischen Gründen nicht angezeigt werden kann. Wir arbeiten daran! |

## Veröffentlichungen
- Attacking the Spanish. Quality Chess, Glasgow 2009; ISBN 978-1-906552-17-6.
- mit Yuri Garret und Axel Rombaldoni: Saint Louis 2014, Sinquefield Cup – Il torneo di Fabiano Caruana. Caissa Italia 2014, ISBN 978-88-6729-007-9.